# 全国高校生地方鉄道交流会
全国高校生地方鉄道交流会（ぜんこくこうこうせいちほうてつどうこうりゅうかい）は、全国の鉄道研究部などの部活に所属する生徒が、鉄道を中心として地方の町を活性化させる案を提言し、また地方住民の方々との交流を深めるために、2012年（平成24年）から年1回行われている企画である。

2023年の第12回全国高校生地方鉄道交流会では鉄道系youtuberの西園寺が特別講演を行った。

## 概要
全国高校生地方鉄道交流会は、主に私立高校が参加しているが、中学生も参加可能である。ただし、現在参加している中学生は全て中高一貫校の中学生である。2012年度、この企画を立ち上げた成城中学校高等学校の顧問は、東京新聞教育賞を受賞している。活性化案の発表には、PowerPointなどを使用している。
代表理事は成城中学校・高等学校大溝貫之外部指導員が務めている。

## 部門
全国高校生地方鉄道交流会は、各部門に分かれている。また、複数の部門に参加することが出来る。メインはプレゼンテーション部門である。
- 企画部門：各団体ごとに参加し、地方鉄道の活性化案を発表する。

- ヘッドマーク部門：平成28年度から、企画部門で最優秀賞を取った学校がヘッドマークのデザインを考えられることになったためヘッドマーク部門は無くなった。

- 写真部門：個人ごとに参加し、開催期間中に撮影した写真を発表する。応募には企画部門の参加が必須。
- 動画部門︰各団体ごとに参加し、開催地にちなんだ動画を作成し発表する。応募には企画部門の参加が必須。

どの部門も優秀作品は表彰される。またヘッドマーク部門の優秀作品については実際に使用される事もある。

## 日程
基本的に3日間の行程であり、1日目は主にホスト校との交流、車両基地見学、2日目は地域の観光やプレゼンテーションのための調査、フォトコンテストに出品する作品の撮影などが行われ、3日目に地方鉄道活性化案のプレゼンテーションが行われる。地方活性化案のプレゼンテーションは地域の人が見学することができるが、「全国高校生地方鉄道交流会」の名以外で公表されることもある。

## 開催地
- 2012年（平成24年） - 第1回：秋田内陸縦貫鉄道
- 2013年（平成25年） - 第2回：いすみ鉄道
- 2014年（平成26年） - 第3回：一畑電車
- 2015年（平成27年） - 第4回：三陸鉄道
- 2016年（平成28年） - 第5回：のと鉄道
- 2017年（平成29年） - 第6回：鹿島臨海鉄道
- 2018年（平成30年） - 第7回：東京モノレール
- 2019年（令和元年） - 第8回：JR花咲線
- 2020年（令和2年） - 第9回：新型コロナウイルスの影響によりオンライン開催、路線はチームが独自に決める。
- 2021年（令和3年）-第10回:富士山麓電気鉄道
- 2022年（令和4年）-第11回:南海電気鉄道
- 2023年（令和5年）-第12回:阿武隈急行線
- 2024年（令和6年）-第13回:伊賀鉄道
- 2025年  (令和7年) -第14回：宮城県美里町 (JR東日本小牛田駅)